# 済法寺
済法寺（さいほうじ）は岐阜県岐阜市粟野にある十一面観世音菩薩を本尊とする臨済宗妙心寺派の寺院。山号は興国山である。
貞観3年（861年）に慈覚大師円仁により、如来ヶ岳の山頂に天台宗の寺院として創建されたと伝わる。その後、保元年間（1156年-1158年）に現在地に移転したが、天正の頃に兵火にかかって荒廃する。元和8年（1622年）春に唯道恵定和尚が南化玄興を開山に招いて臨済宗妙心寺派の寺院として再興した。
本尊の十一面観世音菩薩立像は平安時代末の檜材による一木造の彫像であり、鎌倉末期に制作されたとみられる檜材寄木造の四天王像、地蔵菩薩立像、不動明王立像と共に岐阜県の重要文化財に指定されている。